# Only a Woman Like You
Only a Woman Like You é um álbum de estúdio do músico, cantor e compositor estadunidense Michael Bolton, lançado em 2002.

## Faixas
1. "Dance with Me" (Bolton, Haase, Mann)
2. "I Wanna Hear You Say It" (Bolton, Mann, Perez)
3. "Only a Woman Like You" (Bolton, Richard M. Sherman, Robert B. Sherman)
4. "All That You Deserve" (Bolton, Andy Goldmark, Hex Hector)
5. "Love with My Eyes Closed" (Walter Afanasieff, Bolton, Mann)
6. "To Feel Again" (Bolton, Burr, Desmond Child)
7. "The Center of My Heart" (Afanasieff, Bolton, Mann)
8. "This Is the Way" (Bolton, Goldmark)
9. "Simply" (Bolton, Goldmark, Mueller)
10. "Slowly" (Bolton, Hill, Richard Marx)
11. "I Surrender" (Bolton, Marx)

## Desempenho nas paradas

### Álbum
| Paradas (2002) | Melhor posição |
| -------------- | -------------- |
| Billboard 200  | 36             |

### Singles
| Ano  | Single                  | Parada             | Posição |
| ---- | ----------------------- | ------------------ | ------- |
| 2002 | "Dance with Me"         | Adult Contemporary | 21      |
| 2002 | "Only a Woman Like You" | Adult Contemporary | 5       |